# Элеонора Росси Драго
Элеонора Росси Драго (итал. Eleonora Rossi Drago, настоящее имя Пальмира Омиччиоли, итал. Palmira Omiccioli; 23 сентября 1925, Генуя, Италия — 2 декабря 2007, Палермо, Италия) — итальянская кинозвезда 50-60-х годов 20-го века.

## Биография
Настоящее имя и фамилия — Пальмира Омиччиоли. Выросла в семье капитана дальнего плавания. Работала манекенщицей. Заняла четвертое место на конкурсе красоты «Мисс Италия» (1948) и кинематографисты обратили внимание на очаровательную и красивую девушку. В 1949 году переехала в Рим. С 1955 — на сцене театра. Играла в спектакле «Дядя Ваня» по Чехову в дуэте с Марчелло Мастроянни. В кино с 1949 — «Алтура» (1949). Лучшие роли исполнила в фильмах известных итальянских режиссеров — Микеланджело Антониони «Подруги», Пьетро Джерми, Луиджи Коменчини. За исполнение роли Роберты Пармесан в драме Валерио Дзурлини «Безжалостное лето» удостоена нескольких кинопремий. 1964 — исполнила главную женскую роль в телеэкранизации романа Арчибальда Кронина «Цитадель». Отсутствие продюсера привела к тому, что талантливая актриса была вынуждена в конце 60-х годов сниматься в фильмах категории «В», где демонстрировала прежде всего свою сексуальность, красоту, а не свой драматический талант. 1970 — вышла замуж за бизнесмена из Сицилии Доменико Ла Каверра и уединилась с ним и с дочерью от первого брака в Палермо. В кино Элеонора Росси Драго больше не вернулась.

## Избранная фильмография
| Год  | Название                        | Оригинальное название           | Роль             |
| ---- | ------------------------------- | ------------------------------- | ---------------- |
| 1955 | Подруги                         | Le Amiche                       | Клелия           |
| 1959 | Жестокое лето                   | Estate violenta                 | Роберта          |
| 1959 | Проклятая путаница              | Un maledetto imbroglio          | Лилиана Бандуччи |
| 1960 | Давид и Голиаф                  | David e Golia                   | Мерова           |
| 1960 | Под десятью флагами             | Sotto dieci bandiere            | Эльза            |
| 1962 | Любовь в 20 лет                 | L'amour à vingt ans             | Валентина        |
| 1964 | Летающая тарелка                | Il disco volante                | Клелиа           |
| 1964 | Позвольте поговорить о женщинах | Se permettete parliamo di donne | ленивая леди     |
| 1965 | Хижина дяди Тома                | Onkel Toms Hütte                | госпожа Сен-Клер |
| 1966 | Библия                          | The Bible: In the Beginning...  |                  |
| 1970 | Дориан Грей                     | Dorian Gray                     | Эстер Клоустон   |